# Sanpasaurus
Sanpasaurus is een geslacht van plantenetende sauropode dinosauriërs dat tijdens het vroege Jura leefde in het gebied van het huidige China.

## Vondst en naamgeving
In 1939 voerde de geoloog H-H. Yao van de National Geological Survey of China, naar het zuiden gevlucht voor de Japanse invallers, in de provincie Sechuan opgravingen uit bij de stad Weiyuan. Daarbij vond hij losse beenderen van dinosauriërs. In 1941 schreef paleontoloog Yang Zhongjian ("C.C. Young") een artikel over de vondsten dat pas in december 1944 gepubliceerd zou worden. Daarin benoemde hij verschillende geslachten en soorten.
In een partij botten, die wellicht vermengd was uit beenderen van meerdere locaties, meende hij de resten te herkennen van een dier waarvan hij dacht dat het verwant was aan Camptosaurus en dat hij in de Iguanodontidae plaatste. Het zou dan de eerste iguanodontide zijn die in China ontdekt was. Hij benoemde en beschreef hiervoor de typesoort Sanpasaurus yaoi. De geslachtsnaam verwijst naar Sanba, een oude naam voor Sechuan. De soortaanduiding eert Yao als ontdekker.
Het holotype, IVPP V156, is gevonden in een laag van de Maanshanafzetting van de Ziliujingformatie die vermoedelijk dateert uit het Toarcien. Het materiaal omvatte een twintigtal wervels en beenderen van een voorpoot en een achterpoot. Het behoort vermoedelijk niet toe aan één enkel individu. Specimina IVPP V221 en IVPP V222 werden aan Sanpasaurus yaoi toegewezen. In 1953 wees Yang specimen IVPP V156 toe aan een cf. Sanpasaurus yaoi.

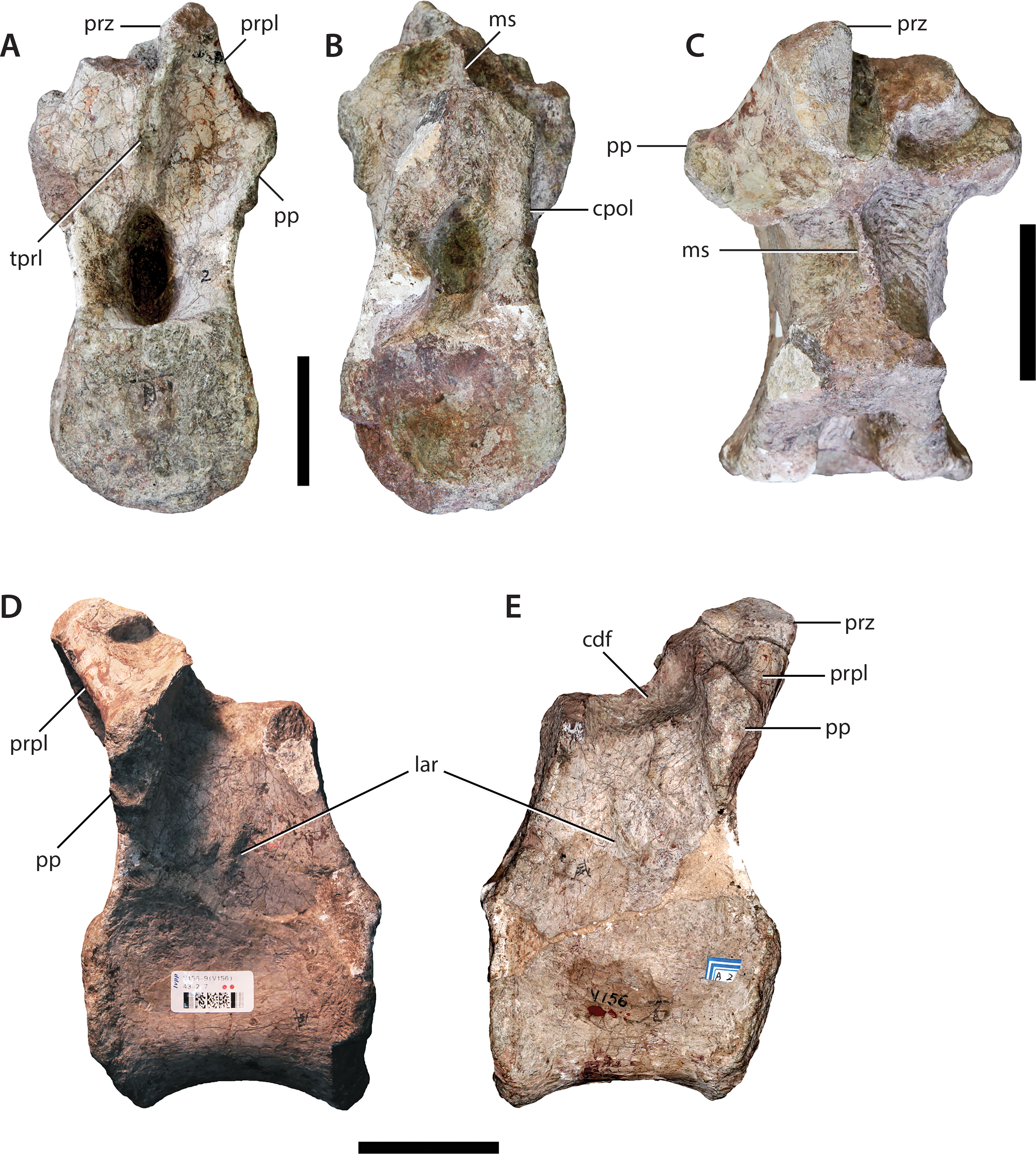
Een wervel die deel van het ingeperkte holotype vormt

Ander materiaal, V220, een voorste staartwervel, een linkerachterpoot en een rechteronderbeen, benoemde Yang als een soort van de Trachodontidae. Hij wist niet tot welk geslacht het behoorde dat hij daarom aanduidde als genus indeterminata. Maar hij benoemde wel alvast een soort met als soortaanduiding imperfectus. Dit is later wel gecombineerd tot een Sanpasaurus imperfectus of een Trachodon imperfectus.
In 1967 concludeerde de Rus Anatoli Konstantinowitsj Rozjdestwenski dat het in feite ging om een lid van de Sauropoda. Dat werd nog in 1983 ontkend door Dong Zhiming maar in 1995 bevestigde Paul Upchurch het sauropode karakter. Gezien alle onzekerheden aangaande de herkomst van het materiaal en het fragmentarische karakter ervan werd Sanpasaurus sinds de jaren tachtig meestal gezien als een nomen dubium.
In 2016 echter concludeerde een nieuwe studie dat het toch een geldig taxon was. Materiaal van Euornithopoda zou vermoedelijk niet met de sauropode botten gemengd zijn. Het holotype werd verengd tot een reeks van drie ruggenwervels die aangeduid werden als IVPP V156A. Al deze wervels zijn beschadigd en missen de doornuitsteeksels, achterste gewrichtsuitsteeksels en zijuitsteeksels. Het wervelboog is niet versmolten met het wervellichaam zodat het vermoedelijk gaat om een jongvolwassen exemplaar. Verschillende andere botten werden toegewezen als IVPP V156B. Het betreft twee ruggenwervels, twee sacrale wervels van een jong dier, verschillende staartwervels, een chevron, stukken rib, stukken van minstens drie schouderbladen, een linkervoorpoot, een bovenste stuk dijbeen van een jong dier, een stuk onderste scheenbeen van een jong dier, de bovenkant van een kuitbeen en een teenklauw. Het gaat wellicht om vier individuen en in ieder geval om dieren van verschillende leeftijden. Het overige materiaal werd niet meer toegewezen daar het geen overlappende elementen met het ingeperkte holotype meer heeft.

## Beschrijving

### Grootte en onderscheidende kenmerken
Sanpasaurus is een vrij kleine sauropode met een lengte van ruwweg acht meter. De wervels die het holotype vormen, hebben ieder een lengte van zo'n tien centimeter.
In 2016 werd één autapomorfie vastgesteld, uniek afgeleid kenmerk. Bij de middelste achterste ruggenwervels heeft de wervelboog een dunne verticale richel op de zijkant, ongeveer op het midden van de horizontale lengte van de boog, net boven de beennaad met het wervellichaam. Indien een opperarmbeen correct is toegewezen toont ook die een autapomorfie: tussen de onderste gewrichtsknobbels loopt over de middenlijn een opstaande richel.

### Skelet
Dat de wervels van het holotype van een sauropode zijn, blijkt uit de hoge niet ingesnoerde wervelboog. Meer basale Sauropodomorpha hebben lagere wervelbogen; Stegosauria hebben ingesnoerde wervelbogen. De wervels zijn relatief lang, mogelijkerwijs omdat ze uit het voorste deel van de rug komen. Ze zijn amfiplat. Hun ruggenmergkanaal is hoog. Ze missen pleurocoelen, een basaal kenmerk. Juist afgeleid is het begin van een systeem van richels en uithollingen. Tussen de voorste gewrichtsuitsteeksels ligt een dwarsrichel waarvan beide helften dicht op elkaar staan. Tussen de dwarsrichel en de parapofysen, de facetten voor de onderste ribkoppen, liggen ondiepe uithollingen. Er loopt ook een richel tussen het voorste gewrichtsuitsteeksel en de parapofyse. Er loopt ook een richeltje tussen de parapofyse en het zijuitsteeksel. Daarachter ligt een diepe uitholling, de fossa centrodiapophysealis. Beide fossae centrodiapophyseales zijn in het midden van de wervel slechts gescheiden door een dun beenschot. Dat is een typisch sauropode kenmerk: bij basale Sauropodomorpha is het beenschot veel dikker. De vorste gewrichtsuitsteeksels staan dicht op elkaar en lopen naar achteren in richels uit, waarvan de identiteit echter onzeker is. Er is een secundair systeem van gewrichtsuitsteeksels aanwezig, een hyposfeen-hypantrum-complex. Uniek is de aanwezigheid van verticale richels op de zijden van de wervelboog.

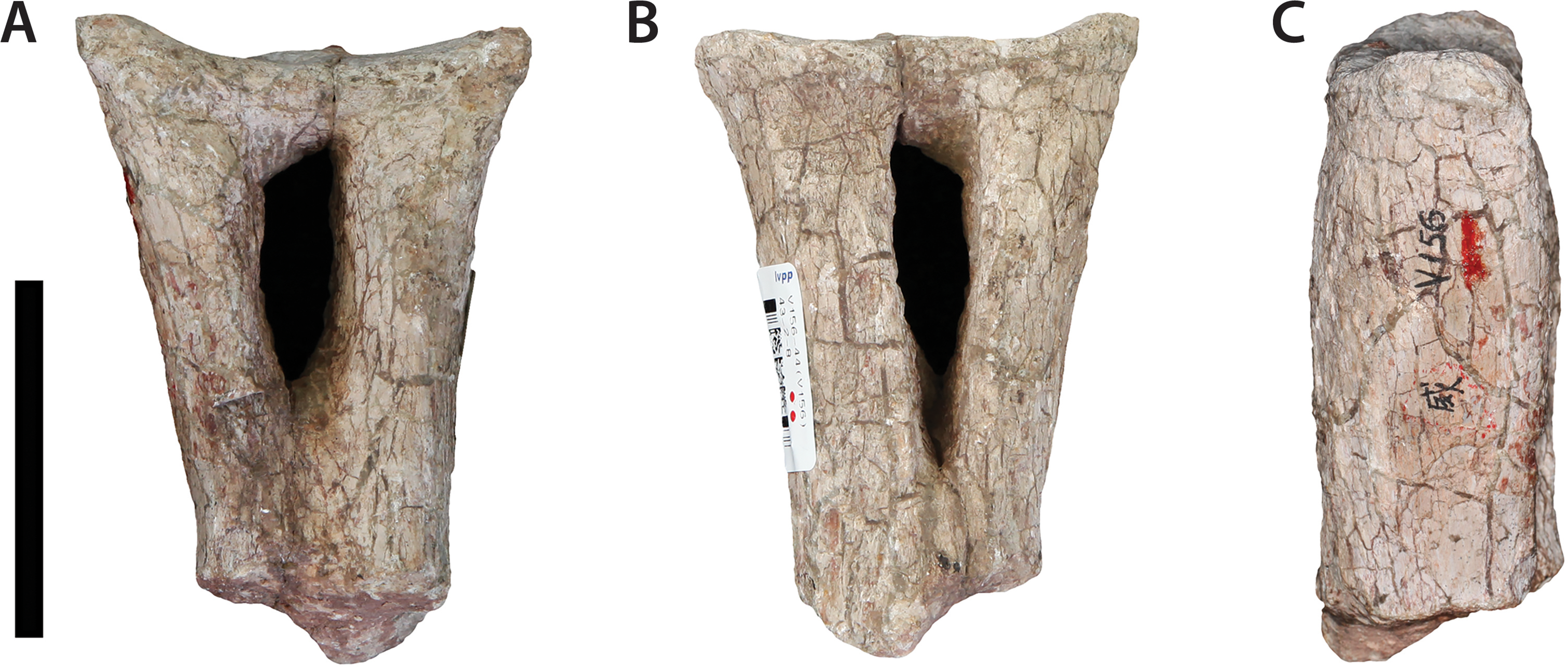
De chevron

Bij het toegewezen materiaal staat op de voorste staartwervels het doornuitsteeksel sterk vooraan. Deze wervels hebben nog een hyposfeen-hypantrum-complex. Middelste staartwervels hebben een kiel en zijuitsteeksels, een basaal kenmerk. Bij de chevron is de haemaalboog bovenaan gesloten of overbrugd. Het haemaalkanaal is spleetvormig, anders dan bij basale Sauropodomorpha waar het een breder driehoekig dwarsprofiel heeft. De achterste opening heeft sterk opstaande randen maar bij de voorste opening vervloeien die geleidelijk.
Het schouderblad is niet sterk ingesnoerd, een basaal kenmerk. Anders dan bij basale Sauropodomorpha is de binnenzijde hol in plaats van vlak of bol.
Op de voorste onderkant van het opperarmbeen ontbreekt de diepe fossa cuboides van basale Sauropodomorpha. In het voorste deel van de groeve tussen de onderste gewrichtsknobbels bevindt zich een lengterichel. Zulk een structuur komt bij meer sauropoden voor, zoals Mamenchisaurus maar is nog niet bij zo'n basale vorm aangetroffen. De beschrijvers zagen het daarom als een potentiële autapomorfie, uitgaand van een correcte toewijzing van het bot. De onderste gewrichtsknobbels zijn niet sterk overdwars verbreed, een afgeleid kenmerk. De ellepijp heeft een lengte van vierenveertig centimeter, wat een indicatie geeft van de totale lengte van de voorpoot: een kleine meter. De ellepijp toont ook dat het om een sauropode gaat want zij is langwerpig, heel anders dan de gedrongen structuur van basale Sauropodomorpha. Het bovenvlak meet van voor naar achter 30% van de totale lengte. Het is driestralig en van boven uitgehold om verticaal het gewicht van het lichaam te dragen. De processus olecrani is echter klein en de elleboog werd dus niet steeds sterk gebogen. Er zijn echter geen richels voor een hechte verbinding met het spaakbeen.

## Fylogenie
Yang plaatste Sanpasaurus in de Iguanodontidae, Dong in de Camptosauridae. In feite gaat het vrijwel zeker om een lid van de Sauropoda. Als sauropode staat Sanpasaurus volgens de beschrijvers van 2016 erg basaal, buiten de Eusauropoda.